# Maszynka do golenia

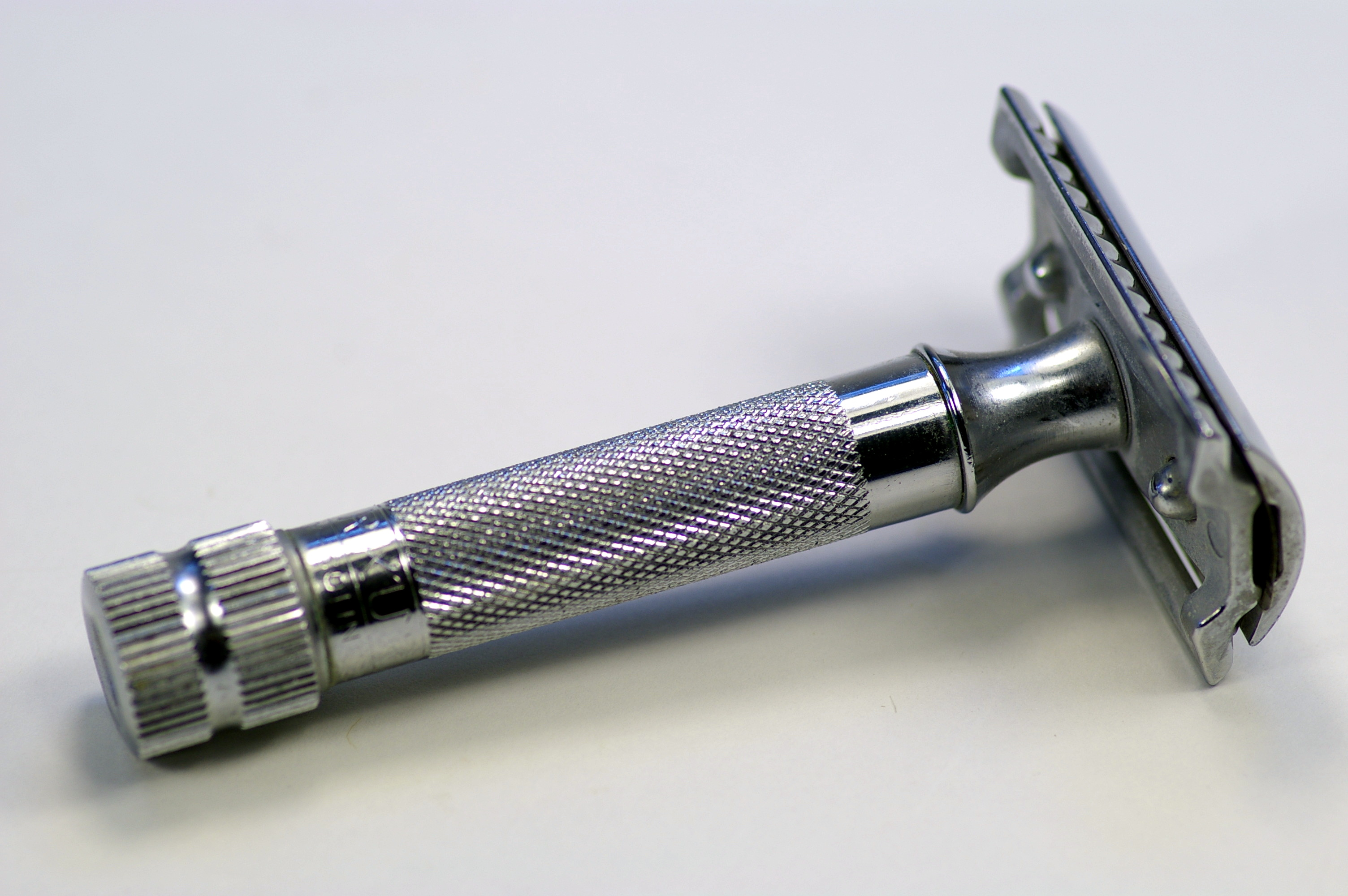
Maszynka do golenia z wymiennymi żyletkami

Maszynka do golenia (ang. safety razor „bezpieczna brzytwa”) – narzędzie pozwalające na usuwanie w bezpieczny sposób owłosienia ciała.
Pierwsze maszynki do golenia zbudowane były z metalu, składały się z rączki oraz pojemnika, do którego należało włożyć żyletkę. Żyletka układała się w taki sposób, aby umożliwić jak najbezpieczniejsze golenie z minimalnym ryzykiem skaleczenia.

## Patent
King Camp Gillette w 1904 roku opatentował maszynkę do golenia z wymiennym ostrzem dwustronnym. Już w XIX w. były produkowane maszynki do golenia, jednak ostrza były montowane tylko po jednej stronie a ich montaż w maszynce był utrudniony (ponieważ wymagały pocięcia żyletki na kawałki), dlatego wynalazek Gilletta zdobył taką popularność i to jemu mylnie przypisuje się wynalezienie maszynki do golenia.

## Jednorazowa maszynka

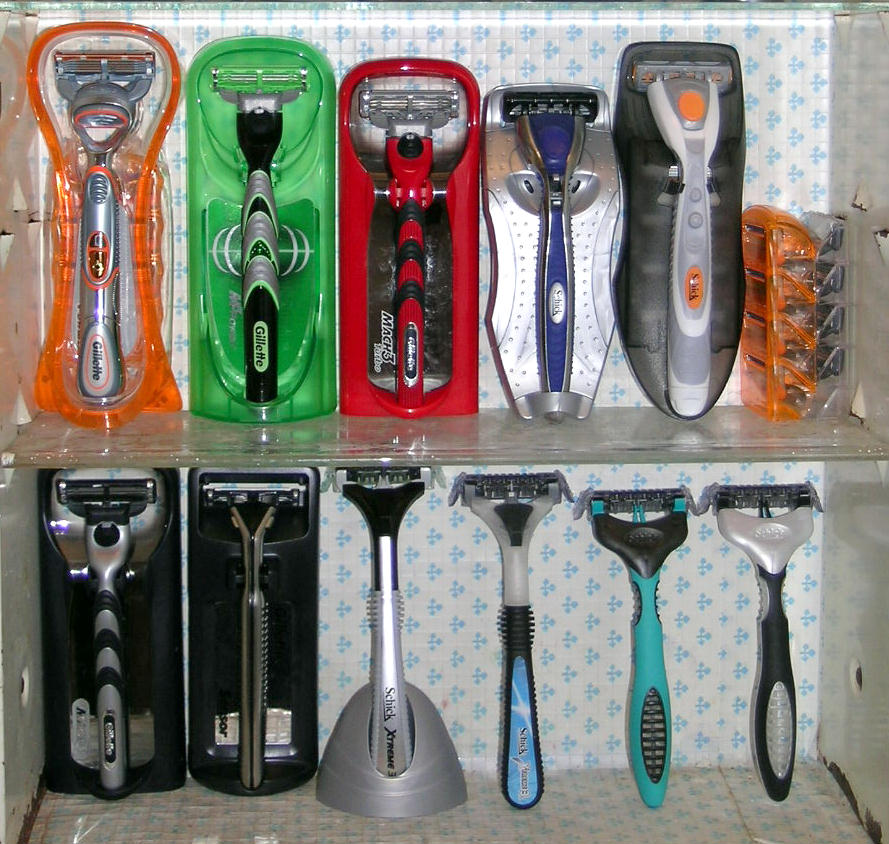
Współczesne maszynki do golenia

Współcześnie używane są jednorazowe maszynki do golenia wykonane z tworzywa sztucznego. Określenie „jednorazowa maszynka”, jest określeniem dość teoretycznym, ponieważ jedna maszynka może być użyta co najmniej kilkukrotnie. W dalszym ciągu dominują maszynki trzyostrzowe, jednak można spotkać też golarki z czterema, pięcioma, a nawet sześcioma ostrzami. Są one zazwyczaj gorszej jakości niż w modelach z wymiennymi nożykami. Niektóre wyposażone są w ruchomą część, na której znajdują się ostrza (tzn. ruchoma główka), oraz w pasek nawilżający co dodatkowo zmniejsza ryzyko skaleczenia czy podrażnienia skóry.

## Maszynka dla kobiet

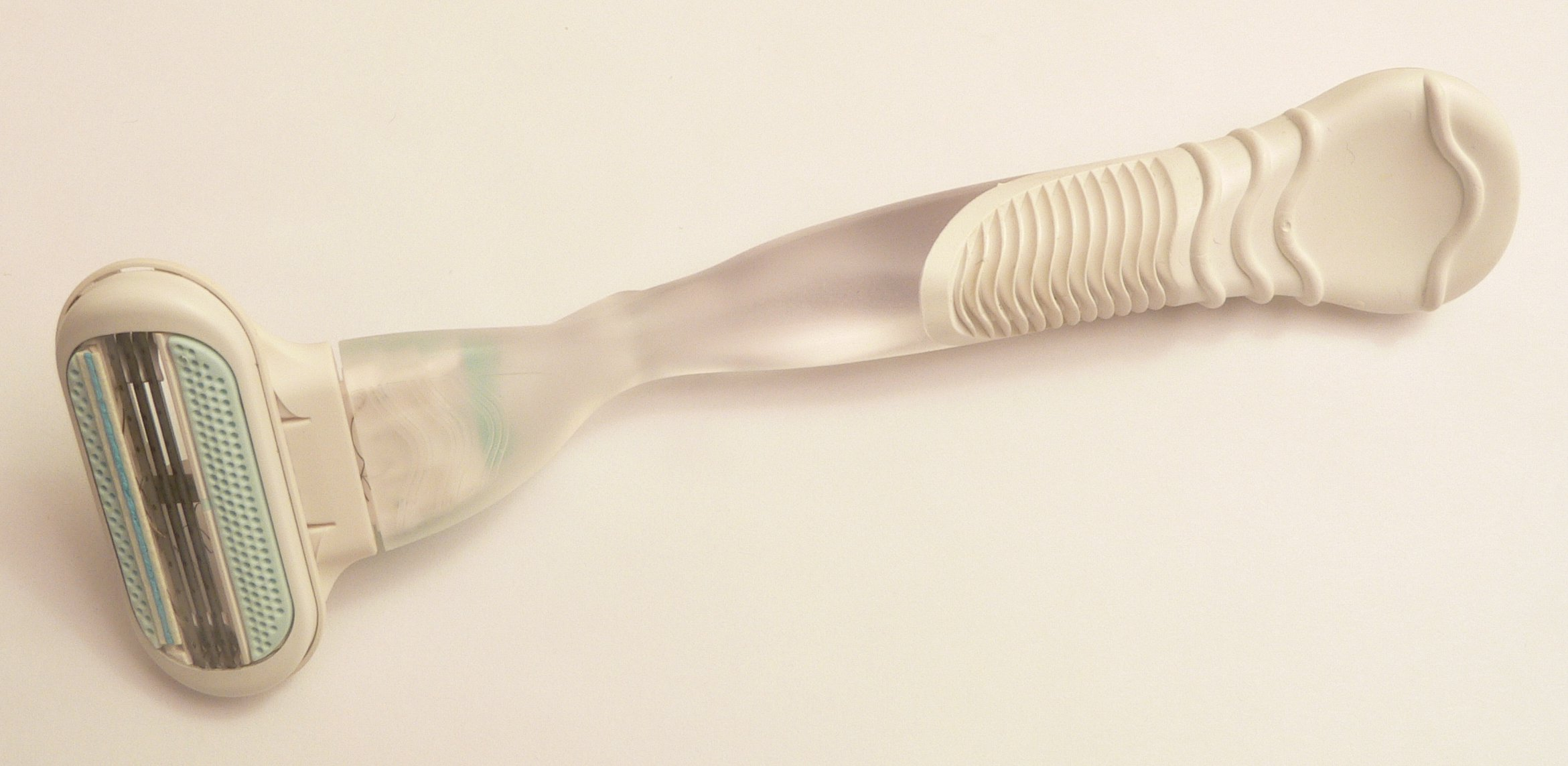
Maszynka do golenia przeznaczona dla kobiet

Maszynka do golenia dla kobiet nieznacznie różni się od maszynek do golenia używanych przez mężczyzn. Główną różnicą jest wygląd i kolor. Ponieważ kobieca maszynka służy do golenia nóg, pach oraz owłosienia łonowego jej konstrukcja jest taka, aby ułatwić golenie tych rejonów ciała.